# Acacia condyloclada
Acacia condyloclada é uma espécie de legume da família das Fabaceae.
Pode ser encontrada nos seguintes países:  Etiópia, Quénia e Somália.
Está ameaçada por perda de habitat.